# L'absence
L'absence è un film del 1992 diretto da Peter Handke.